# Quimo

Movimento do quimo pelo estômago humano

Quimo (do grego chymós, suco, pelo latim tardio chymu) é o nome que, em Fisiologia, se dá ao alimento parcialmente digerido que sai do estômago para o intestino na forma de um líquido pastoso. O quimo é altamente ácido; e formado pelo bolo alimentar + HCl + suco gástrico + enzimas (pepsina). 
Quando o quimo entra no duodeno, a acidez estimula a secreção de um hormônio chamado enterogastrona, que inibe a secreção de gastrina (hormônio que estimula a secreção do suco gástrico). 
Do estômago, o quimo passa para o intestino delgado. Empurrado pelos movimentos musculares da parede intestinal, e já tendo recebido a bílis (produzida pelo fígado), o suco pancreático (produzido pelo pâncreas) e o suco intestinal (produzido pelas glândulas intestinais), o quimo se transforma em quilo, o bolo alimentar do estômago.
A entrada do quimo ácido ao duodeno também ocasiona a secreção de mais dois hormônios: a secretina e a colecistoquinina (CCK).
A secretina (produzida no duodeno) induz as células centro acinosas que estão na luz dos ácinos serosos encontrados no pâncreas, a liberar bicarbonato de sódio, para neutralizar a acidez do quimo. E a colecistoquinina estimula a liberação da bile pela vesícula biliar e a liberação de enzimas pancreáticas. 
O quimo também pode ser expressado com ácido que, quando em contato com a comida, vira um líquido viscoso como suco de laranja, que é muito ácido.